# Гваделупский меланерпес
Гваделупский меланерпес (лат. Melanerpes herminieri) — птица семейства дятловых, эндемик островов Бас-Тер и Гранд-Тер в Карибском море (Малые Антильские острова, Гваделупа). Назван в честь Феликса Луи Л'Эрминье (фр. Félix Louis L'Herminier) (1779—1833) — французского натуралиста, изучавшего флору и фауну Гваделупы.

## Описание
Единственный представитель семейства дятловых на островах. Это относительно небольшого размера птица с длинным и достаточно острым клювом, немного загнутым книзу. Длина около 24 см, масса самцов 86—97 г, масса самок 69—78 г. Окраска головы, спины и крыльев чёрная с синим металлическим блеском. Хвост буровато-чёрный, неблестящий. Нижняя часть туловища в основном черноватая с лёгким зеленоватым или синеватым отливом, при этом перья груди и верхней части брюха имеют тёмно-красные или тёмно-бордовые вершины, из-за чего оперение выглядит более пёстрым. Клюв чёрный. Самцы и самки окрашены одинаково.
Достаточно неприметный, хоть и не молчаливый дятел. Вокализация включает в себя два основных крика: серию вибрирующих звуков «уа-уа-уа» при встрече других птиц и такую же серию громких криков «ч-арр», которая используется как при общении, так и в качестве сигнала присутствия. Барабанная дробь слабая и более медленная, чем у каролинского меланерпеса. Полёт не такой, как у большинства дятлов — по прямой линии, похож на полёт белого дятла и краснолицего меланерпеса.

## Распространение
Гваделупский меланерпес распространён на островах Карибского моря Бас-Тер и Гранд-Тер, находящихся под юрисдикцией французского департамента Гваделупа. В пределах ареала населяет все основные лесные биотопы от уровня моря до верхней границы древесной растительности (около 1000 м): мангры, заболоченные, влажные полулистопадные, сезонные тропические и влажные тропические леса. Поселения наибольшей плотности отмечены сезонных тропических лесах, в меньшей степени в заболоченных и влажных тропических лесах. По оценкам 2007 года, суммарная численность вида оценивается в 8469 пар, из которых две трети обитают на острове Бас-Тер.

## Питание
Всеядный с преобладанием кормов животного происхождения. Питается муравьями, термитами, личинками насекомых, многоножками и другими членистоногими. Из растительной пищи специалисты выделяют плоды деревьев Клузия, хотя выбор растительных кормов значительно шире (в одном исследовании перечисляется 17 видов растений, в том числе какао).
Орнитологи Паскаль Виллар (Pascal Villard) и Клауди Пави (Claudie Pavis) изучили состав пищи, которой выкармливаются птенцы, используя зажим на шее, который предотвращал попадание пищи из клюва в желудок. После кормёжки содержимое клюва изымали и вместо него давали желток и белок сваренных куриных яиц. Анализ показал, что принесённый корм на 44,3 % состоял из кузнечиков и других прямокрылых, на 20,2 % из личинок насекомых (пластинчатоусых, златок, двукрылых), на 11 % из карибской листовой лягушки, на 10,5 % из взрослых жуков. Птенцы также выкармливались гусеницами, улитками, куколками насекомых и многоножками.

## Размножение
Моногам, придерживается строго охраняемой территории в течение всего года. Размножается обычно в промежутке между апрелем по августом, хотя известны и более ранние кладки. Гнездо устраивает в самостоятельно выдолбленном дупле, чаще всего в мёртвой, но стоячей кокосовой пальме на высоте от 2 до 20 м над поверхностью земли. По этой причине сильные шторма вроде урагана Хьюго в 1989 году, после которого многие пальмы на островах погибли, могут благоприятно сказаться на репродуктивном успехе вида. Известны случаи устройства гнёзд на других породах деревьев и даже на столбах. Ханс Уинклер (Hans Winkler) и Дэвид Кристи (David A. Christie) сообщают следующие средние значения дупла: глубина 31,9 см, диаметр дупла 12,1 см, размер летка 6,2 x 5,7 см. Одно и то же дупло может быть использовано многократно. В кладке до 5 яиц, период инкубации 14—16 дней. Оба родителя насиживают и выкармливают потомство. Молодые начинают летать в возрасте 33—37 дней, но ещё длительное время (несколько месяцев, иногда до года) держатся возле родителей.

## Природоохранный статус
Численность гваделупского меланерпеса считается стабильной, однако вследствие очень малой площади ареала природные катаклизмы и хозяйственная деятельность могут негативно сказаться на благополучии вида. Международный союз охраны природы присвоил птице статус вида, близкого к уязвимому положению (категория NT). Среди негативных факторов называются вырубка и облагораживание (удаление мёртвых деревьев) лесов и воздействие ураганов. Под нежелательную хозяйственную деятельность подпадают в том числе строительство дорог и расширение аэропорта. Определённый вред могут принести интродуцированные на острове крысы.